# Benjamin Moussay

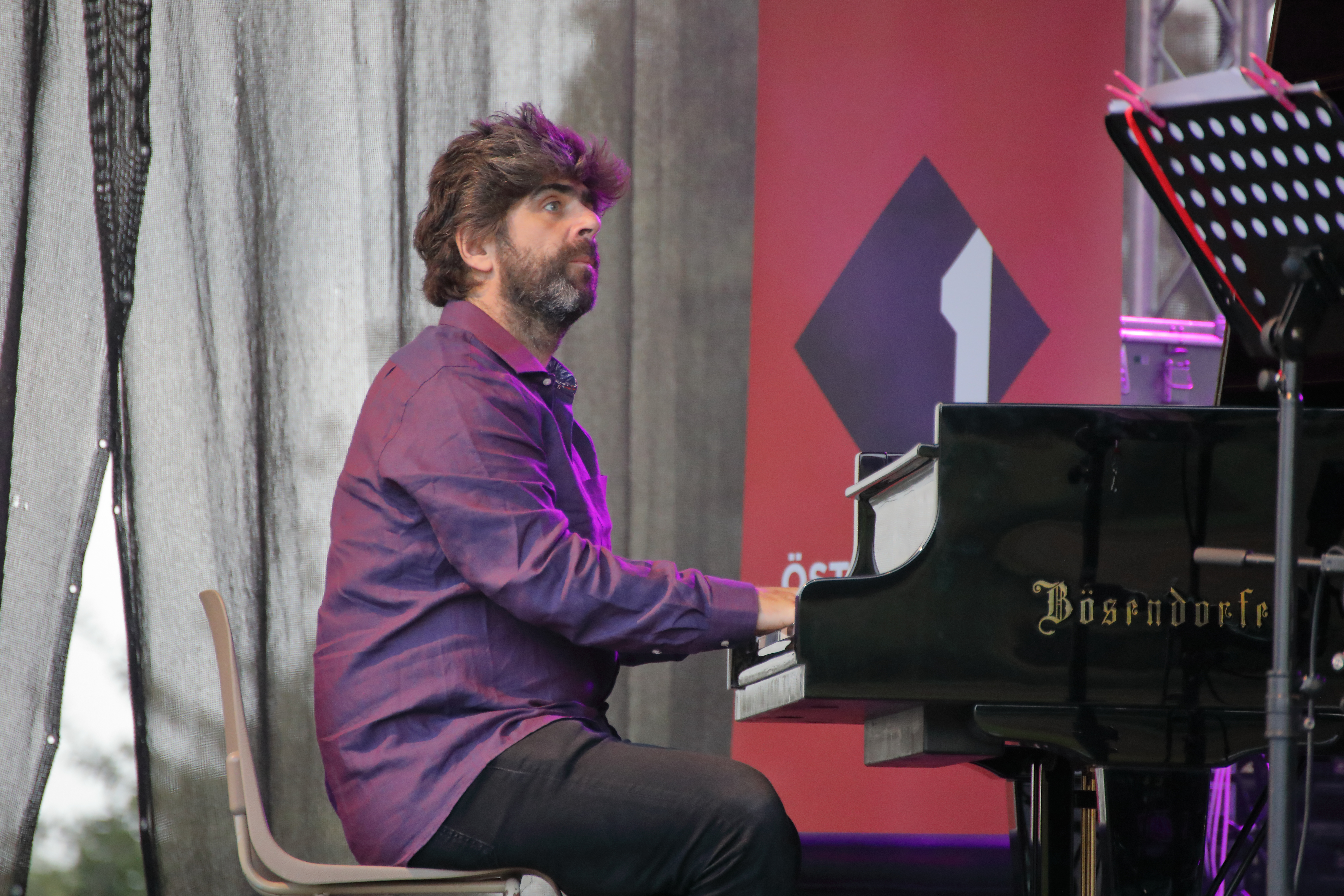
Benjamin Moussay auf dem INNtöne Jazzfestival 2020

Benjamin Moussay (* 18. Februar 1973 in Straßburg) ist ein französischer Musiker (Piano, Keyboards, Komposition) des Modern Jazz.

## Leben und Wirken
Moussay, der mit Hausmusik aufwuchs, studierte zunächst Physik, bevor er ab 1989 ein klassisches Klavierstudium am Straßburger Konservatorium und (unter dem Eindruck der Soloaufnahmen von Thelonious Monk) von 1993 bis 1996 ein Jazzpiano-Studium am Pariser National-Konservatorium mit einem ersten Preis absolvierte. Er gehörte zum Jazztet von Bernard Struber. Erste Aufnahmen entstanden um 1994 mit Maria Laura Baccarini (All Around). 1998 gewann er den Internationalen Klavierwettbewerb Martial Solal; beim Nationalen Jazzwettbewerb von La Défense 1999 erhielt er den zweiten Preis als Solist.
2006 legte er sein Debütalbum Swimming Pool vor (mit Arnault Cuisinier, Bass, und Éric Échampard, Schlagzeug), dem weitere Alben unter eigenem Namen folgte. Bei ECM erschien 2020 das Album Promontoire, das erste Klavier-Soloalbum Moussays.
Moussay arbeitet seit mehr als zwanzig Jahren in unterschiedlichen Konstellationen mit Louis Sclavis, etwa in dessen Atlas Trio, dann im Quartett mit Sarah Murcia und Christophe Lavergne (Characters on a Wall, 2019), zuletzt im Duo, mit dem sie beim INNtöne Jazzfestival auftraten. Im Laufe seiner Karriere arbeitete Moussay mit Musikern wie Glenn Ferris, Archie Shepp, Jerry Bergonzi, David Liebman, Marc Ducret, Daniel Humair, Tony Malaby, Vincent Courtois, Steve Swallow, Michel Portal, Vincent Peirani und Airelle Besson. Weiterhin gehörte er zur Ping Machine, von Frédéric Maurin. Im Bereich des Jazz war er laut Tom Lord zwischen 1994 und 2019 an 19 Aufnahmesessions beteiligt, u. a. auch mit Bernard Struber, Youn Sun Nah, Éric Barret und Denis Colin.
Als Filmkomponist verfasste er den Soundtrack für den Spielfilm Marie und der Wolf (2004) von Eve Heinrich und für das von Jean-Marie Martz produzierte Video Yogabs; zudem arbeitete er an der Musik für L'Après Midi de Mr. Andesmas (2004) von Michelle Porte mit.

## Diskographische Hinweise

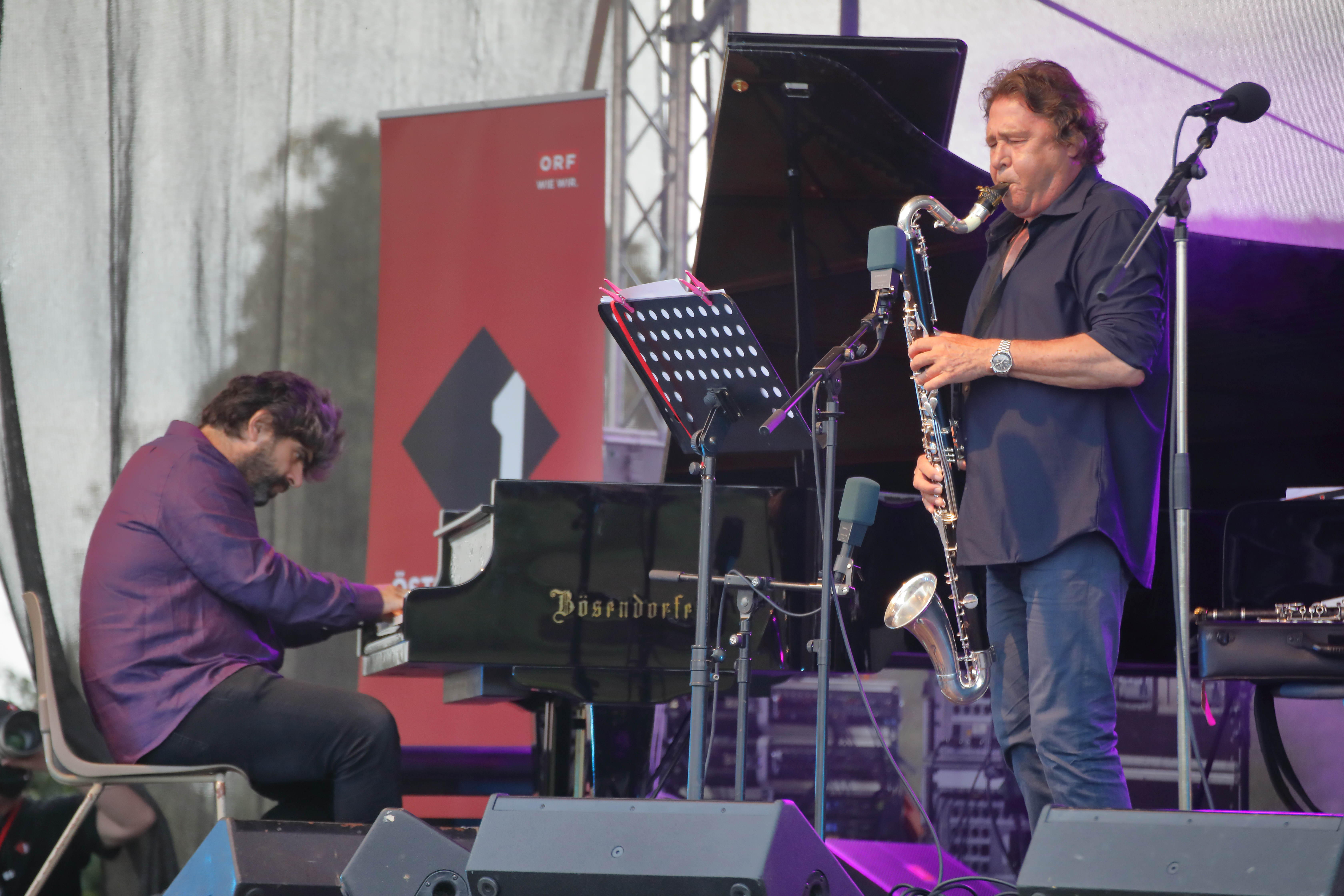
Benjamin Moussay und Louis Sclavis (rechts) auf dem INNtöne Jazzfestival 2020

- Benjamin Moussay Trio: On Air (Laborie, 2010), mit Arnault Cuisinier, Eric Echampard
- Louis Sclavis Atlas Trio: Sources (ECM, 2012), mit Gilles Coronado
- Claudia Solal, Benjamin Moussay: Butter in My Brain (Abalone Productions, 2017)
- Benjamin Moussay, Louis Sclavis: Unfolding (ECM Records, 2024)
- Claudia Solal / Benjamin Moussay: Punk Moon (Jazzdor, 2025)